# Vi är tjejer, vi är bäst
Vi är tjejer, vi är bäst, skriven av Gert Lengstrand och Lasse Holm, är en fotbollslåt på svenska som var kampsång för Sveriges damlandslag i fotboll 1987 och släppt på singel samma år. Spelarna sjöng. Pia Sundhage sjöng verserna och spelade akustisk gitarr på inspelningen.
Sången finns även med på samlingen "Fotbollsfeber" från 2004, där blandade artister framför sånger om fotboll.
Sången handlar om självförtroendets betydelse för seger. Sången har två verser, och utgår från västerländsk musiks gamla enkla och traditionella upplägg: "vers, refräng, vers, refräng", och den för poplåtar typiska dubbelrefrängen i slutet.

## Tidstypiskt
Sången innehåller tidstypiska referenser för 1980-talet, referenser som på senare år inte har lika stark innebörd. Bland annat nämner refrängen Så se upp i öst och väst, vilket starkt kunde referera till det då ännu pågående kalla kriget. I vers 2, där man sjunger glöm de blåvita änglarna, talas det om IFK Göteborgs fotbollsframgångar på herrsidan under 1980-talet

## Övrigt
Under inspelningen till musikstycket kom Pia Sundhage "ut ur garderoben" som lesbisk.[källa behövs]

## Så mycket bättre
År 2023 släppte sångerskan Peg Parnevik en ny tolkning av låten, producerad av Isa Tengblad, för programmet Så mycket bättre.